# The Witcher 2: Assassins of Kings
A The Witcher 2: Assassins of Kings 2011 májusában debütált PC-re. A játékot a lengyel CD Projekt RED csapata készítette és ők is forgalmazták. A magyar piacon a PlayON magyarország adta ki, amihez magyar felirat is készült. 2012-ben jelent meg Xbox 360 konzolra is. A lengyel Wiedzmín könyv alapján készült, amelynek első része itthon is megjelent Vaják – Az utolsó kívánság címmel.
A második rész – elődjéhez hasonlóan – egy fantasy világban játszódik. A főhős Ríviai Geralt egy mutáns witcher (vaják), aki pénzért mindenféle szörnyektől szabadítja meg az embereket. Geralt az utolsó élő witcherek egyike.

## Cselekmény
|  | Alább a cselekmény részletei következnek! |

A történet elején Geralt egy börtönben tér magához, majd hamarosan vallatni viszik. A későbbi visszaemlékezések során kiderül, hogy őt gyanúsítják Foltest, Temeria királyának meggyilkolásáért. A játékos számára kiderül, hogy valójában nem ő a tettes, azonban ezt Vernon Roche-on és néhány emberen kívül senki nem hajlandó elhinni neki. Geralt látta a gyilkost a szökése előtt, és megállapította, hogy ő is witcher volt. Roche hisz neki, és elmondja, hogy nemsokára Flotsamba hajóznak. Ad Geraltnak egy cellakulcsot, majd rábízza a szökést.
Flotsamba érve megtudjuk, hogy a királygyilkost egy Iorveth nevű tünde bújtatja, aki a Scoia'tael (Mókusok) közösségébe tartozik. Ő azonban nem hajlandó kiszolgáltatni a vendégét, ezért tündéi ránk támadnak. Triss védőaurájával sikerül bejutni Flotsamba, ahol rövidesen két cimboránk, Zoltan Chivay és Dandelion (Kökörcsin) akasztásának leszünk tanúi. Geralt ebbe nem törődik bele, majd QTE-kkel (Quick Time Event - Gyors lefolyású esemény) kell leverni a felügyelő őrt meg a hóhért. A város kormányzója Bernard Loredo végül kegyelmet ad nekik, de a várost nem hagyhatják el, minket pedig meghív a rezidenciájára. Az estén Roche észreveszi, hogy Loredo ballisztával rendelkezik, amivel felügyeli a be és kimenő hajókat. El kell vonni az őr figyelmét és szétszerelni a ballisztát.
A Loredo ajtajában posztoló őr tudtunkra adja, hogy a kormányzó jelenleg Tansarvíle-i Sílét látja vendégül, így nem fogad minket. Kihallgathatjuk a beszélgetést, ha átlopakodunk a kerten. Ha lebukunk, akkor Loredo nem büntet meg minket, de nem hallhatjuk a két ember csevejét. A kormányzó kitér a kikötőt veszélyeztető szörnyre, a kayranra. Minket bíz meg, hogy likvidáljuk a szörnyet, valamint hogy nézzünk utána Iorveth ténykedésének. A kayranról beszélhetünk a városi kereskedővel és Cedrickel is. Triss elkísér minket egy hajóroncshoz, ahol tudtunkra adja, hogy a kayran haldoklik. Legfeljebb tíz éve van hátra, de az túl sok így végezni kell vele. A szörny mérgével szemben szükségünk lesz egy főzetre, amihez homályvirág kell. Cedric tudja hol nő.
A virág beszerzése után Síle elkészíti a főzetet, majd elindulunk vele, hogy leszámoljunk a kayrannal. Ő kirántja a vízből, Geraltnak pedig a Yrden jel segítségével le kell bénítani a szörnyet majd megölni. A küzdelem után visszatérhetünk és felvehetjük a jutalmunkat a kereskedőnél. Most már foglalkozhatunk Iorvethtel is. Trissel meglátogatunk egy börtönbárkát, ahol egy Ciaran nevű tündével beszélhetünk. Utána legfőbb segítőnk Zoltan barátunk lesz, aki elvezet minket egy tisztásra, ahol egy arakászzal kerülünk szembe. A csata után megjelenik Iorveth is, akinek beszámolunk Ciaran mondatairól. Egy cselt ajánl fel, amivel lebuktathatjuk Lethót, a királygyilkost. Letho be is dől neki, azonban váratlanul Vernon és emberei jelennek meg és harcba keverednek a Scoia'taellel. Odaadhatjuk Iorvethnek a kardját, vagy segíthetünk Roche-nak is. Ahogy döntünk, másképp alakul majd a történet. Mi magunk Lethóval kerülünk szembe, aki a harc közepén elmenekül, ám megkíméli az életünket, mert egyszer megmentettük őt. Térjünk vissza Flotsamba, ahol vagy lakodalom van, vagy a másfajúak kiirtása. Dandelion elvezet Síle szobájába, ahol gyanús, dulakodásra utaló nyomokat találhatunk. A szomszédban lakó Margótól megtudjuk, hogy Letho elrabolta Trisst, és Aedirnbe teleportált vele.
Kövessük Cedric véres lábnyomait az erdőbe, ahol utolsó erejével elmondja mi történt. Megjelenik Zoltan és Dandelion, akikkel beszélhetünk, hogy vagy Vernont vagy Iorvethet fogjuk követni. Akárkit választunk, máshogy alakul majd a történet.
Amennyiben Iorvethet választottuk, le kell rohanni a börtönbárkánál posztoló őröket, majd végezni Loredóval és elhajózni Aedirn felé.
Ha Roche-val tartunk, akkor meg kell ölnünk Loredót, kiszabadítva Vest. Elhajózunk vele Aedirn felé. Majd Aedrinben megtaláljuk Lethót és Trisst.Utána Triss elmenekül Roche-al. Mi pedig dönthetünk megöljük Lethót vagy sem.Ha nem akkor a Witcher 3-ba beimportált mentésben benne lesz. Ha megöljük egy boss fight lesz vele. Majd elmegyünk Aedrinből.
|  | Itt a vége a cselekmény részletezésének! |